# Caron Butler
James Caron Butler znany bardziej jako Caron Butler (ur. 13 marca 1980 w Racine, Wisconsin) – amerykański koszykarz, grający na pozycji niskiego skrzydłowego, mistrz NBA z 2011 roku, obecnie asystent trenera Miami Heat.

## Życiorys

### College
Butler uczęszczał do University of Connecticut. W swoim pierwszym roku w college'u zdobywał średnio 15,6 punktu i 7,6 zbiórki na mecz. W lecie po tym sezonie razem z reprezentacją narodową pojechał na mistrzostwa świata do lat 21, gdzie zdobyli złoty medal. Podczas swojego drugiego roku nauki na University of Connenticut zdobywał 20,3 punktu oraz 7,5 zbiórki na mecz i poprowadził swój zespół do Elite 8 w turnieju NCAA. Jednak pomimo zdobycia przez Butlera 32 punktów przegrali z Uniwersytetem Maryland. Po tym sezonie Butler zadeklarował się w drafcie do NBA.

### NBA
Butler został wybrany z 10 numerem w drafcie w 2002 r. przez Miami Heat. W swoim pierwszym sezonie na parkietach NBA zdobywał średnio 15,4 punktu oraz 5,1 zbiórki na mecz. W następnym sezonie jego statystyki pogorszyły się - uzyskiwał statystyki na poziomie 9,2 punktu i 4,8 zbiórki na mecz. Powodem tego były kontuzje - w swoim drugim sezonie w NBA wystąpił jedynie w 68 meczach. Pod koniec tamtego sezonu wraz z Brianem Grantem i Lamarem Odomem został wymieniony za Shaquille O’Neal'a do Los Angeles Lakers.
W Los Angeles grał przez jeden rok. Zdobywał wtedy 15,5 punktu oraz 5,8 zbiórki na mecz. Po sezonie 2004/05 razem z Chucky Atkinsem został wymieniony za Kwame Browna oraz Larona Profita do Washington Wizards. Stał się częścią waszyngtońskiej "Big 3" (Wielkiej trójki), wcześniej złożonej z Gilberta Arenasa, Antawna Jamisona oraz Larry'ego Hughesa, którego zastąpił. Został tam nazwany przez trenera Ediego Jordana "Tough Juice" za swoją agresywną grę.
17 stycznia 2007 Butler trafił swojego pierwszego game-winnera w meczu przeciwko New York Knicks, zdobywając 2 punkty po wsadzie po podaniu DeShawna Stevensona 2,2 sekundy przed końcem spotkania, ustalając wynik na 99-98. Został nazwany Graczem Tygodnia Konferencji Wschodniej w dniach 15-21 stycznia 2006.
Jego najlepszym sezonem w NBA był sezon 2006/07, kiedy to zdobywał 19,1 punktu, 7,4 zbiórki i 3,7 asysty na mecz. Został też wybrany do rezerwy Konferencji Wschodniej w NBA All-Star Game w 2007 r. Był to jego pierwszy występ w Meczu Gwiazd.
Podczas meczu przeciwko Milwaukee Bucks pod koniec sezonu 2006/07 Butler złamał rękę. Kontuzja uniemożliwiła mu udział w playoffach, w których Wizards przegrali w pierwszej rundzie 4-0 z Cleveland Cavaliers.
W sezonie 2007/08 Butler ponownie został wybrany do drużyny Konferencji Wschodniej na Mecz Gwiazd, lecz z powodu kontuzji nie mógł w nim wystąpić. Zastąpił go na tym meczu Ray Allen. Przez kontuzje Butler zmuszony był opuścić 20 z ostatnich 35 meczów Wizards w sezonie. Powrócił do składu 13 marca (w swoje urodziny) i pomógł swojej drużynie pokonać Cleveland Cavaliers 101-99. Zdobył w tamtym meczu 19 punktów i 5 zbiórek podczas 42 minut spędzonych na parkiecie. W sezonie 2007/08 wystąpił w 58 meczach uzyskując średnio 20,3 punktu i 6,7 zbiórki na mecz. W sezonie 2008/09 wystąpił w 67 spotkaniach, zdobywając w nich średnio 20,8 punktu. Razem z LeBronem Jamesem są jedynymi zawodnikami w NBA, którzy przez dwa kolejne sezony zdobywali powyżej 20 punktów, 6 zbiórek i 4 asyst na mecz. Jedenastokrotnie przekraczał granice 30 punktów w meczu, tyle samo zdobył też double-double.
13 lutego 2010, razem z Brendanem Haywoodem i DeShawnem Stevensonem, został wymieniony do Dallas Mavericks, w zamian za Josha Howarda, Drewa Goodena, Jamesa Singletona i Quintona Rossa.
4 stycznia 2011 zostało ogłoszone, że Butler przejdzie operację na kontuzjowanym kolanie i opuści resztę sezonu 2010/11. Mavericks zdobywając mistrzostwo w tamtym sezonie, zadedykowali swoją drogę w play-offach Butlerowi.
9 grudnia 2011 Butler podpisał trzyletnią umowę z Los Angeles Clippers. W Clippers spędził dwa sezony i występując w pierwszej piątce pomógł drużynie dwukrotnie awansować do fazy play-off.
10 lipca 2013 Butler trafił, w ramach wymiany między trzema drużynami, do Phoenix Suns. 29 sierpnia 2013 został wytransferowny do Milwaukee Bucks w zamian za Ish Smitha i Wjaczesława Krawcowa. 22 listopada 2013, w meczu z Philadelphia 76ers, Butler uzyskał 38 punktów i miał 8 zbiórek. 27 lutego 2014 Bucks wykupili kontrakt Butlera, przez co stał się wolnym agentem.
1 marca 2014 Butler podpisał kontrakt z Oklahoma City Thunder.
15 lipca 2014 podpisał kontrakt z Detroit Pistons. 23 lipca 2015 roku związał się z klubem Sacramento Kings.
14 listopada 2020 został asystentem trenera Miami Heat.

## Osiągnięcia
Na podstawie, o ile nie zaznaczono inaczej.

### Zawodnicze
NCAA
- Uczestnik rozgrywek Elite Eight turnieju NCAA (2002)
- Mistrz:
  - turnieju konferencji Big East (2002)
  - sezonu regularnego Big East (2002)
- Koszykarz Roku Konferencji Big East (2002)[25]
- MVP turnieju Big East (2002)[26]
- Zaliczony do:
  - II składu All-American (2002 przez Sporting News)
  - I składu:
    - Big East (2002)
    - debiutantów Big East (2001)

  - III składu Big East (2001)
  - Galerii Huskies of Honor

NBA
- Mistrz NBA (2011)
- Dwukrotnie powoływany do udziału w meczu gwiazd NBA (2007, 2008[a])
- Uczestnik Rising Stars Challenge (2003)
- Zaliczony do I składu debiutantów NBA (2003)[27]
- Zawodnik tygodnia (21.01.2007)
- Debiutant miesiąca (listopad 2002, styczeń–marzec 2003)

Reprezentacja
- Mistrz świata U–21 (2001)

### Trenerskie
- Wicemistrz NBA (2023 jako asystent)[28]

## Statystyki
Na podstawie Basketball-Reference.com (ang.)

### Sezon regularny
| Sezon   | Drużyna       | M   | S5  | MPG  | FG%   | 3P%   | FT%   | RPG | APG | SPG | BPG | PPG  |
| ------- | ------------- | --- | --- | ---- | ----- | ----- | ----- | --- | --- | --- | --- | ---- |
| 2002/03 | Miami         | 78  | 78  | 36,6 | 41,6% | 31,8% | 82,4% | 5,1 | 2,7 | 1,8 | 0,4 | 15,4 |
| 2003/04 | Miami         | 68  | 56  | 29,9 | 38,0% | 23,8% | 75,6% | 4,8 | 1,9 | 1,1 | 0,2 | 9,2  |
| 2004/05 | L.A. Lakers   | 77  | 77  | 35,7 | 44,5% | 30,4% | 86,2% | 5,8 | 1,9 | 1,4 | 0,3 | 15,5 |
| 2005/06 | Washington    | 75  | 54  | 36,1 | 45,5% | 34,2% | 87,0% | 6,2 | 2,5 | 1,7 | 0,2 | 17,6 |
| 2006/07 | Washington    | 63  | 63  | 39,3 | 46,3% | 25,0% | 86,3% | 7,4 | 3,7 | 2,1 | 0,3 | 19,1 |
| 2007/08 | Washington    | 58  | 58  | 39,9 | 46,6% | 35,7% | 90,1% | 6,7 | 4,9 | 2,2 | 0,3 | 20,3 |
| 2008/09 | Washington    | 67  | 67  | 38,6 | 45,3% | 31,0% | 85,8% | 6,2 | 4,3 | 1,6 | 0,3 | 20,8 |
| 2009/10 | Washington    | 47  | 47  | 39,4 | 42,2% | 26,3% | 87,7% | 6,7 | 2,3 | 1,4 | 0,3 | 16,9 |
| 2009/10 | Dallas        | 27  | 27  | 34,4 | 44,0% | 34,0% | 76,0% | 5,4 | 1,8 | 1,8 | 0,3 | 15,2 |
| 2010/11 | Dallas        | 29  | 29  | 29,9 | 45,0% | 43,1% | 77,3% | 4,1 | 1,6 | 1,0 | 0,3 | 15,0 |
| 2011/12 | L.A. Clippers | 63  | 63  | 29,7 | 40,7% | 35,8% | 81,3% | 3,7 | 1,2 | 0,8 | 0,1 | 12,0 |
| 2012/13 | L.A. Clippers | 78  | 78  | 24,1 | 42,4% | 38,8% | 83,3% | 2,9 | 1,0 | 0,7 | 0,1 | 10,4 |
| 2013/14 | Milwaukee     | 34  | 13  | 24,1 | 38,7% | 36,1% | 83,9% | 4,6 | 1,6 | 0,7 | 0,3 | 11,0 |
| 2013/14 | Oklahoma City | 22  | 0   | 27,2 | 40,9% | 44,1% | 84,2% | 3,2 | 1,2 | 1,1 | 0,3 | 9,7  |
| 2014/15 | Detroit       | 78  | 21  | 20,8 | 40,7% | 37,9% | 90,2% | 2,5 | 1,0 | 0,6 | 0,1 | 5,9  |
| 2015/16 | Sacramento    | 17  | 1   | 10,4 | 42,4% | 16,7% | 83,3% | 1,3 | 0,6 | 0,5 | 0,1 | 3,7  |
| Razem   |               | 881 | 732 | 32,2 | 43,4% | 34,8% | 84,7% | 5,0 | 2,3 | 1,3 | 0,2 | 14,1 |

### Play-offy
| Sezon | Drużyna       | M  | S5 | MPG  | FG%   | 3P%   | FT%   | RPG  | APG | SPG | BPG | PPG  |
| ----- | ------------- | -- | -- | ---- | ----- | ----- | ----- | ---- | --- | --- | --- | ---- |
| 2004  | Miami         | 13 | 13 | 39,3 | 38,6% | 18,2% | 82,5% | 8,5  | 2,4 | 2,2 | 0,5 | 12,8 |
| 2006  | Washington    | 6  | 6  | 43,7 | 41,6% | 21,4% | 82,8% | 10,5 | 2,7 | 2,0 | 0,7 | 18,5 |
| 2008  | Washington    | 6  | 6  | 41,0 | 46,0% | 23,8% | 87,1% | 5,7  | 3,8 | 1,8 | 0,2 | 18,7 |
| 2010  | Dallas        | 6  | 6  | 33,7 | 43,4% | 30,4% | 92,6% | 5,8  | 1,3 | 1,5 | 0,8 | 19,7 |
| 2012  | L.A. Clippers | 10 | 10 | 26,8 | 35,9% | 25,8% | 75,0% | 3,0  | 1,0 | 0,6 | 0,2 | 8,6  |
| 2013  | L.A. Clippers | 6  | 6  | 22,7 | 47,8% | 25,0% | 100%  | 2,7  | 0,0 | 0,3 | 0,3 | 8,5  |
| 2014  | Oklahoma City | 18 | 2  | 23,3 | 32,4% | 35,6% | 78,6% | 3,2  | 0,8 | 0,3 | 0,1 | 6,3  |
| Razem |               | 65 | 49 | 31,4 | 39,9% | 28,6% | 83,8% | 5,3  | 1,6 | 1,1 | 0,4 | 11,7 |

## Rekordy w NBA
| Statystyka            | Data             | Przeciwko          | Źródło |
| --------------------- | ---------------- | ------------------ | ------ |
| Punkty: 40            | 27 stycznia 2008 | Milwaukee Bucks    | [ 29 ] |
| Zbiórki: 16           | 27 stycznia 2006 | Chicago Bulls      | [ 30 ] |
| Asysty: 12            | 30 marca 2008    | Los Angeles Lakers | [ 31 ] |
| Bloki: 2              | 27 razy          | —                  |        |
| Przechwyty: 7         | 2 razy           | —                  |        |
| Minuty: 56            | 15 stycznia 2010 | Chicago Bulls      | [ 32 ] |
| Na podstawie: nba.com |                  |                    |        |